# 莫里茨·库尔特·丁特尔
莫里茨·库尔特·丁特尔（Moritz Kurt Dinter，1868年6月10日—1945年12月16日）为德国植物学家及非洲西南探险家。他多次往返於德國以及西南非洲。最終於劳西茨地区诺伊基希去世，享年77歲。